# 沃夫喬克河 (烏什齊亞河支流)
沃夫喬克河（烏克蘭語：Вовчок），是烏克蘭西部的河流，屬於烏希察河的左支流。該河發源自布伊沃利夫齊以北，流經赫梅利尼茨基州的赫梅利尼茨基區，河道全長20公里，流域面積185平方公里。